# Divizia A 2018 (calcio Moldavia)
La Divizia A 2018 è stata la 28ª edizione della seconda serie del campionato moldavo di calcio. La stagione è iniziata il 21 aprile 2018 ed è terminata il 3 novembre successivo.

## Stagione

### Novità
Al termine della stagione 2017 non vi è stata alcuna promozione in Divizia Națională poiché il Victoria Chișinău non ha ottenuto la licenza nazionale per disputare il campionato di massima serie. L'Edineț è retrocesso in Divizia B, insieme a Codru Lozova e Saxan. 
Sheriff Tiraspol B, Sparta Selemet e Zimbru Chișinău B non sono state ammesse e questa edizione del campionato. Ciò ha comportato il ripescaggio di Codru Lozova e Saxan. 
Dalla Divizia B sono salite Sparta Chișinău, Florești e Sireți.

### Formula
Le 12 squadre partecipanti si affrontano due volte, per un totale di 22 giornate.

La prima classificata viene promosse alla Divizia Națională 2019.
L'ultima classificata, retrocede in Divizia B.

## Classifica
|  | Pos. | Squadra            | Pt | G  | V  | N | P  | GF | GS | DR  |
|  | ---- | ------------------ | -- | -- | -- | - | -- | -- | -- | --- |
|  | 1.   | Codru Lozova       | 48 | 22 | 14 | 6 | 2  | 53 | 20 | +33 |
|  | 2.   | Florești           | 40 | 22 | 12 | 4 | 6  | 40 | 27 | +13 |
|  | 3.   | Sîngerei           | 36 | 22 | 10 | 6 | 6  | 47 | 42 | +5  |
|  | 4.   | Victoria Chișinău  | 36 | 22 | 10 | 5 | 7  | 51 | 43 | +8  |
|  | 5.   | Grănicerul Glodeni | 34 | 22 | 10 | 4 | 8  | 43 | 35 | +8  |
|  | 6.   | Saxan              | 30 | 22 | 9  | 3 | 10 | 41 | 31 | +10 |
|  | 7.   | CF Ungheni         | 28 | 22 | 7  | 7 | 8  | 50 | 65 | -15 |
|  | 8.   | Cahul              | 27 | 22 | 7  | 6 | 9  | 38 | 31 | +7  |
|  | 9.   | Sireți             | 23 | 22 | 6  | 5 | 11 | 36 | 47 | -11 |
|  | 10.  | Real Succes        | 22 | 22 | 6  | 4 | 12 | 49 | 75 | -26 |
|  | 11.  | Sparta Chișinău    | 21 | 22 | 5  | 6 | 11 | 34 | 51 | -17 |
|  | 12.  | Iskra Rîbnița      | 20 | 22 | 4  | 8 | 10 | 27 | 42 | -15 |

Legenda:
      Promossa in Divizia Națională 2019
      Retrocessa in Divizia B 2019
Note:
Tre punti a vittoria, uno a pareggio, zero a sconfitta.